# اولی هاینونن (بازیکن فوتبال)
اولی هاینونن (انگلیسی: Olli Heinonen؛ زادهٔ ۷ ژانویهٔ ۱۹۳۷) بازیکن فوتبال اهل فنلاند بود.
وی همچنین در تیم ملی فوتبال فنلاند بازی کرده‌است.